# Confirmed Dead (Lost)
Confirmed Dead este un episod din serialul de televiziune Lost, sezonul 4.